# Dr. Wilhelmy-Stiftung
Die Dr. Wilhelmy-Stiftung ist eine in Berlin begründete rechtsfähige Stiftung des bürgerlichen Rechts. Zweck ist die Förderung von Wissenschaft und Forschung, Bildung und Erziehung sowie Kunst und Kultur, Denkmalschutz und Denkmalpflege.
Die Stiftung wurde 2007 von Lothar Wilhelmy mit dem vorrangigen Ziel ins Leben gerufen, die Dotierung des damaligen Otto-Klung-Weberbank-Preises durch Verdopplung des Preisgeldes nachhaltig zu unterstützen. Die Förderung von Kunst und Kultur, Denkmalschutz und Denkmalpflege erfolgt durch die Zuwendung von Mitteln an andere steuerbegünstigte Körperschaften oder Körperschaften des öffentlichen Rechts, die diese Mittel ausschließlich zur Förderung von Kunst und Kultur, Denkmalschutz und Denkmalpflege verwenden. Das Stiftungskapital wird vom Deutschen Stiftungszentrum im Stifterverband für die Deutsche Wissenschaft verwaltet.
Die Otto-Klung-Stiftung, die Fördergesellschaft der Weberbank gGmbH (heute Weberbank-Stiftung) und die Dr. Wilhelmy-Stiftung haben 2007 in einer Kooperationsvereinbarung den Namen Klung-Wilhelmy-Weberbank-Preis, die Aufteilung des Preisgeldes auf die Kooperationspartner und die Art der öffentlichen Preisverleihung vereinbart mit einem hälftigen Anteil der Dr. Wilhelmy-Stiftung. Ende 2013 hat die Weberbank-Stiftung ihre seit 2001 bestehende Kooperation beendet. Die Otto-Klung-Stiftung, die Dr. Wilhelmy-Stiftung und die Vorsitzenden der Preiskommission Chemie und Physik der Freien Universität Berlin haben die zukünftige Bezeichnung Klung-Wilhelmy-Wissenschafts-Preis festgelegt. Nach dem Ausscheiden eines weiteren großzügigen Spenders hat die Dr. Wilhelmy-Stiftung die Rolle des Seniorpartners übernommen. Die Bestimmungen der Satzung der Otto-Klung-Stiftung bezüglich des Auswahlverfahrens von herausragenden Nachwuchswissenschaftlern der Physik oder Chemie im jährlichen Wechsel durch ehrenamtliche Gutachter von Universitäten und Forschungseinrichtungen wurden fortgeschrieben.
Als Beitrag zur Stärkung des Wissenschaftsstandortes Deutschland hat die Stiftung weitere Kooperationen abgeschlossen:
- Technische Universität München, Fakultät für Elektrotechnik und Informationstechnik, am 27. März 2013 zur Auszeichnung besonders herausragender, während eines Studienjahres abgeschlossener Dissertationen auf dem Gebiet der Energietechnik und deren thematischem Umfeld. Unter "thematischem Umfeld" werden Arbeiten, etwa der Informationstechnik, verstanden, die sich im Hinblick auf die Herausforderungen der Energiewende schwerpunktmäßig Fragestellungen der elektrischen Energietechnik widmen,

- German Scholars Organization (GSO) am 19. Oktober 2013 zur Förderung der Rückkehr deutscher Wissenschaftler der MINT-Fächer aus dem Ausland mit dem Dr. Wilhelmy-GSO-Reisekostenprogramm,[5]

- VDE Verband der Elektrotechnik Elektronik Informationstechnik am 12. Mai 2014 zur Auszeichnung herausragender, während eines Studienjahres abgeschlossener Dissertationen von Elektroingenieurinnen auf dem Gebiet der Elektro- und Informationstechnik,[6]

- Technische Universität Berlin, Fakultät für Elektrotechnik und Informatik, am 26. Februar 2016 zur Auszeichnung einer besonders herausragenden, während eines Studienjahres abgeschlossenen Dissertation auf dem Gebiet der Elektrotechnik, Technischen Informatik / Computer Engineering und Informatik. Im Hinblick auf die Herausforderungen der Energiewende kann auch eine weitere herausragende Dissertation gewürdigt werden, die sich schwerpunktmäßig Fragestellungen der elektrischen Energietechnik widmet.
- VDI Verein Deutscher Ingenieure am 10. Juli 2018 zur Auszeichnung herausragender, während der letzten zwei Kalenderjahre abgeschlossener Dissertationen von Ingenieurinnen aller ingenieurwissenschaftlichen Fachrichtungen, wobei sich der VDI mit dem VDE abstimmt, dass Kandidatinnen nicht von beiden Organisationen ausgezeichnet werden.
- Universität Stuttgart, Institut für Energieübertragung und Hochspannungstechnik am 28. Mai 2019 zur Auszeichnung einer herausragenden, während eines Studienjahres fertiggestellten Dissertation. An diesem Institut hat Wilhelmy 1972 sein Studium der Elektrotechnik mit der Promotion abgeschlossen.
- Verein Mathematikolympiaden in Berlin e.V. am 17. Juli 2024 zur Förderung mathematisch begabter junger Menschen,[7]

Im Rahmen der satzungsgemäßen Aufgaben wurden und werden außerdem in nennenswerten Umfang unterstützt:
- der Kaiser Friedrich-Museums-Verein zum Ankauf von Kunstwerken,
- das Berliner Stadtschloss / Humboldt Forum für die Wiederherstellung des Figurenschmucks und
- das Stadtschloss Potsdam / Landtag Brandenburg für die Wiederherstellung bzw. Restaurierung von Dachfiguren.[8][9]